# Dana Nechushtan
Dana Nechushtan (Afula, Israël, 26 december 1970) is een Nederlands regisseur en scenarioschrijver.

## Jeugd, opleiding en loopbaan
Dana Nechushtan groeide op in een kibboets in het noorden van Israël. Op zesjarige leeftijd verhuisde ze met haar moeder naar Nederland.
Tot haar veertiende mocht ze geen televisie kijken omdat dat ten koste zou gaan van haar verbeelding. Wel ging ze naar de bioscoop, naar films die haar moeder geschikt vond, met Greta Garbo en Marlene Dietrich.
Na de kleuterschool heeft Nechushtan haar hele schooltijd op de Vrije School gezeten. De onderbouw deed ze in Wageningen. Verder ging ze naar de Vrije School in Nijmegen en het Geert Groote College Amsterdam.
In 1990 werd ze toegelaten tot de Nederlandse Film en Televisie Academie waar ze in 1994 afstudeerde. Voor haar eindexamenfilm Djinn, een politiek sprookje, kreeg ze op het Nederlands Film Festival de Tuschinski Film Award 1994 voor de beste Nederlandse eindexamenfilm en tevens nominaties voor de Oscar voor Beste Buitenlandse Studentenfilm en de Grolsch Filmprijs. Ze heeft tevens een paar videoclips geregisseerd van Anouk

## Werk
- 1991 - In kille sferen
- 1992 - De gloria van Java
- 1993 - De hoer van Babylon
- 1994 - Djinn (eindexamenfilm, regie en scenario)
- 1995/1996 - 20 plus (televisieserie)
- 1995/1996 - Grolsch pauzefilm
- 1997 - Labyrint (televisieserie)
- 1998 - Ivoren wachters (speelfilm)
- 1999 - Novellen: De dag, de nacht en het duister (korte film)
- 2000 - Total Loss (speelfilm, regie en scenario)
- 2000 - De belager (televisiefilm, regisseur en actrice bijrol)
- 2001 - Necrocam. De dood online (speelfilm)
- 2002 - Dunya en Desie (televisieserie)
  - 2002 - Dunya & Desie - Project Petra
  - 2002 - Dunya & Desie - Trouwfoto's
  - 2002 - Dunya & Desie - Dood en de jongen
  - 2003 - Dunya & Desie- Doornen en Roozen
  - 2003 - Dunya & Desie- Blinde Liefde
  - 2003 - Dunya & Desie- Handlezen
  - 2004 - Dunya en Desie
- 2005 - Offers (televisiefilm)
- 2005 - Nachtrit (speelfilm)
- 2007 - Dunya en Desie in Marokko
- 2008/2009 - Annie M.G. (televisieserie)
- 2011 - Overspel (televisieserie)
- 2013 - Birds (muziekvideo bij een nummer van Anouk)
- 2013 - Kill (muziekvideo bij een nummer van Anouk)
- 2013 - The good life (muziekvideo bij een nummer van Anouk)
- 2013 - Pretending as always (muziekvideo bij een nummer van Anouk)
- 2013 - Zusjes (televisieserie)
- 2014-heden - Hollands Hoop (televisieserie)

## Privé
Nechushtan heeft een relatie met scenarioschrijver Franky Ribbens. Ze hebben een zoon en een dochter.
- Gemeinsame Normdatei: 106171697X
- Nederlandse Thesaurus van Auteursnamen: 265049792
- Virtual International Authority File: 282854989
- WorldCat: E39PBJwmQDCVJv7R4WPFw9kJjC